# Desanya
Desanya is een nummer van de Volendamse band BZN uit 1993. Het was de tweede single van het album Sweet Dreams. Het nummer stond vijf weken in de Nederlandse Top 40 en behaalde daarin de negentiende plaats. In de Mega Top 50 werd de vijftiende plaats bereikt.